# Blauvelt
Blauvelt statisztikai település az USA New York állam Rockland megyéjében. Lakosainak száma 5548 fő (2020. április 1.).
A hely neve Pieter Blauwveld, holland tengeri kereskedő leszármazottainak családjától származik, akik a 17. században telepedtek le a környéken.

## Népesség
A település népességének változása:

| 2010 | 5 689 |
| 2020 | 5 548 |

## Nevezetes emberek
- Conrad Hoffmann Jr., keresztény misszionárius, Blauveltben halt meg
- Amos Pollard, az Alamo védelmezője
- Jim Rivera (1921–2017), a Major League baseball játékosa
- Jo Anne Worley, színésznő és humorista